# Agraecia punctata
Agraecia punctata är en insektsart som först beskrevs av Saint-fargeau och Jean Guillaume Audinet Serville 1825.  Agraecia punctata ingår i släktet Agraecia och familjen vårtbitare. Inga underarter finns listade i Catalogue of Life.